# Atheta divisa
Atheta divisa är en skalbaggsart som först beskrevs av Johann Christian Friedrich Märkel 1844.  Atheta divisa ingår i släktet Atheta, och familjen kortvingar. Arten är reproducerande i Sverige.